# Treze Tílias

Lagekarte für Treze Tílias

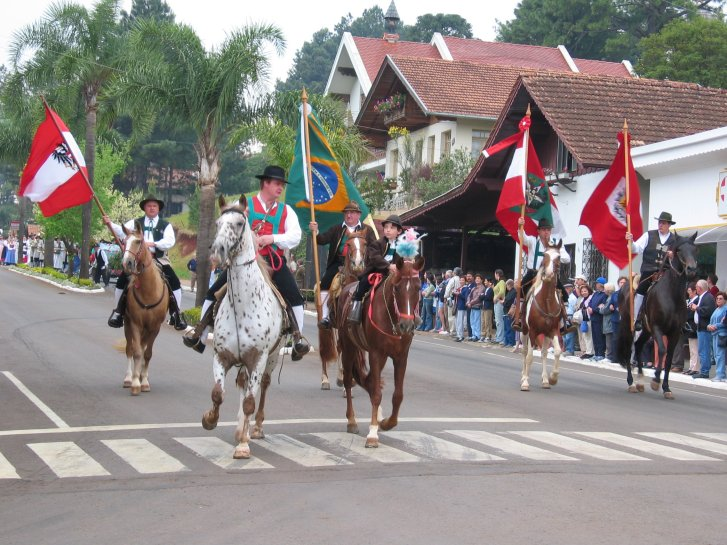
Umzug beim Tirolerfest

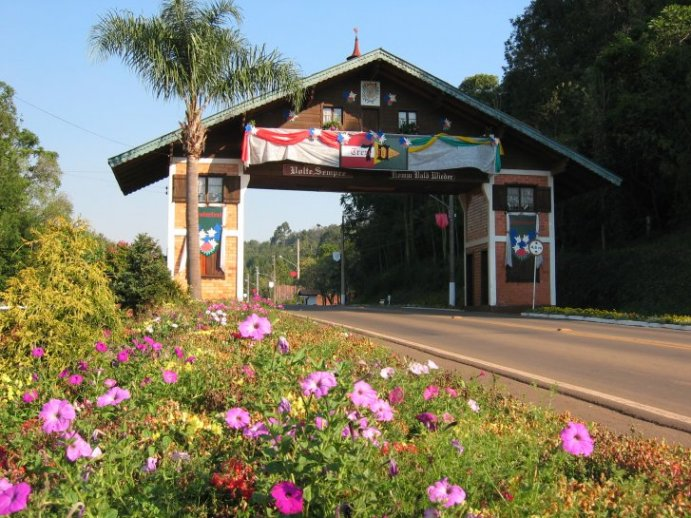
Geschmückte Dorfeinfahrt

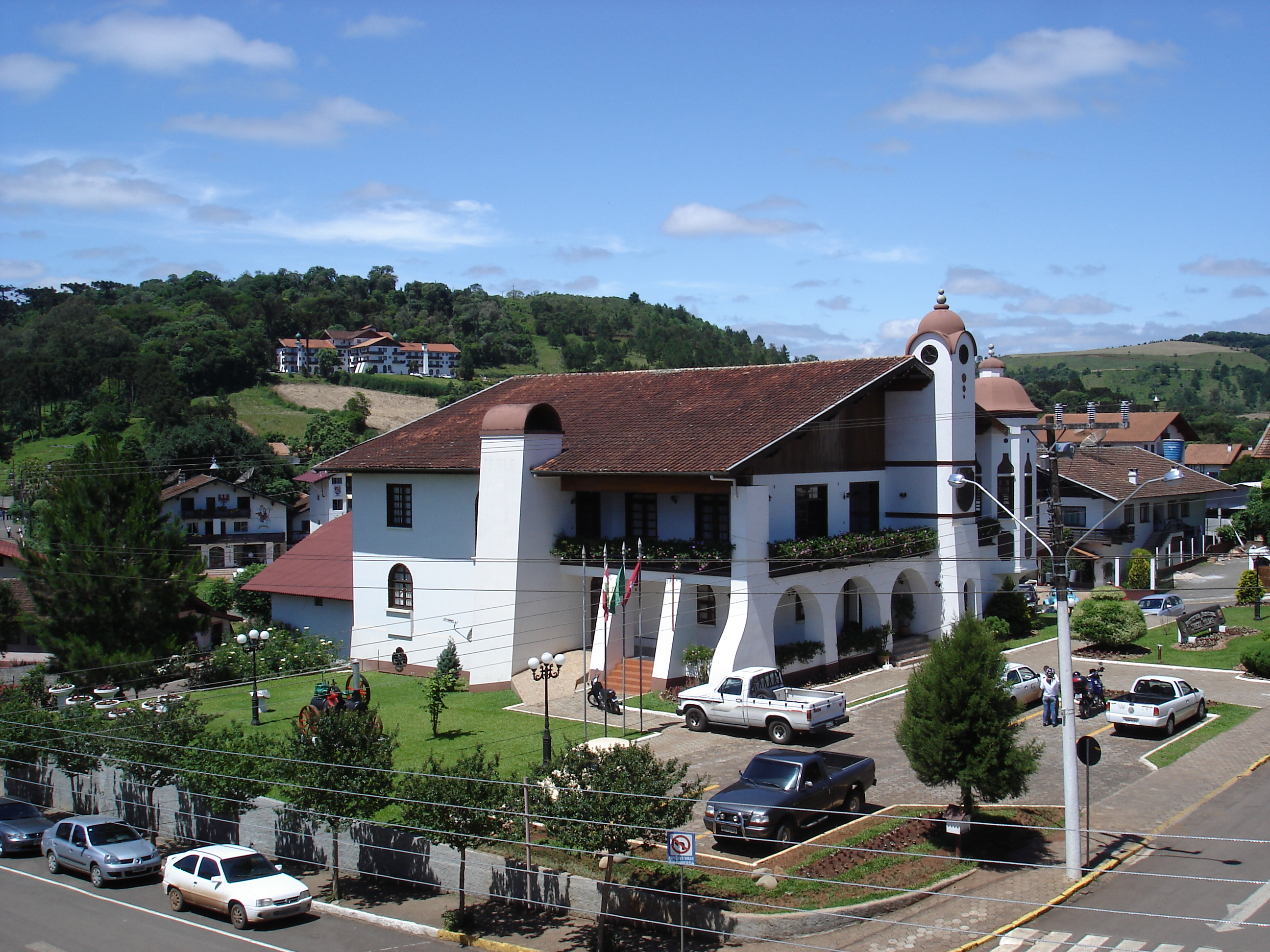
Das Rathaus von Dreizehnlinden

Treze Tílias (deutsch Dreizehnlinden) ist eine brasilianische Gemeinde im Bundesstaat Santa Catarina, die 1933 gegründet wurde. Einen besonderen Bekanntheitsgrad erlangte Treze Tílias dadurch, dass es aus einer Siedlung österreichischer Emigranten entstand, die ihre Sprache und Tradition großteils bis heute erhalten hat.

## Geografie
Treze Tílias befindet sich in der Região Metropolitana do Contestado und erstreckt sich über ein Gebiet von circa 185 km² im Westen des brasilianischen Berglandes. Die Gemeinde grenzt u. a. an Água Doce, Salto Veloso, Arroio Trinta und Iomerê. Einige Flüsse entspringen im Gemeindegebiet. Die Hauptsiedlung liegt im südöstlichen Gemeindegebiet. Das Klima ist gemäßigt mit vier Jahreszeiten und möglichem Schneefall im Winter.

## Geschichte
Schon zwischen 1865 und 1931 wanderten etwa 30.000 Tiroler Emigranten (aus Nordtirol, Südtirol und Welschtirol) nach Brasilien aus. Meistens waren es Welschtiroler aus dem heutigen Trentino, die zwischen 1875 und 1916 Städte und Kolonien in Brasilien gründeten.
Der Gründer von Dreizehnlinden war der aus der Wildschönau in Tirol stammende Andreas Thaler. Als ehemaliger Landwirtschaftsminister Österreichs (1925–1933) hatte er schon oft Subventionen für seine Auswanderungspläne verlangt, da er wegen steigender Arbeitslosigkeit, eines Preissturzes für landwirtschaftliche Produkte und der Tausend-Mark-Sperre Tiroler Bauern eine gesicherte Existenz in Lateinamerika ermöglichen wollte.
Schon im Jahr 1931 stellte er den Aufbau einer genossenschaftlich organisierten Siedlung katholischer Landwirte- und Handwerkerfamilien in einem Staat vor, in dem die Bewahrung traditioneller Werte und der Sprache nicht durch Assimilationsdruck gefährdet sei. Durch die Hilfe von Walter von Schuschnigg, einem Cousin des späteren Bundeskanzlers Kurt Schuschnigg, der bereits im Rahmen der Auswanderungsinitiative von Othmar Gamillscheg 1919 nach Brasilien gekommen war, kam Thaler zu den Ländereien im Westen von Santa Catarina. Nördlich der Stadt Cruzeiro do Sul, der heutigen Bezirksstadt Joaçaba, wurden 52 km² Land gekauft. Die Auswanderungspläne von Thaler und Schuschnigg hatten auch einen kulturmissionarischen Aspekt: Schuschnigg wollte die Einwanderung italienischer Kolonisten verhindern und mit dem Projekt Dreizehnlinden die deutschen Siedlungsgebiete in Santa Catarina und in Rio Grande do Sul verbinden. Ein maßgeblicher Pionier von Dreizehnlinden war auch der österreichische Priester Monsignore Johann Reitmeier, der wesentlichen Anteil an der Gründung der Schule hatte.
Trotz starken politischen Widerstands konnte Andreas Thaler schon 1933 mit den ersten Auswanderern nach Brasilien übersetzen. Dies wurde ihm nicht zuletzt durch seine Beziehungen zu Bundeskanzler Engelbert Dollfuß ermöglicht, der ihm 500.000 öS zur Verfügung stellte. Am 29. März 1933 wurde dazu die „Österreichische Auslandssiedlungsgesellschaft“ mit Sitz in Wien und Zweigstelle in Innsbruck mit dem Ziel gegründet, in Übersee geschlossene österreichische Siedlungen zu errichten. 
Nach der Überfahrt von Genua über den Atlantik trafen die hauptsächlich aus Tiroler Bauern bestehenden Auswanderer in Santa Catarina ein und stießen dort auf eine kleine Gruppe von aus Krems stammenden Österreichern, die bereits seit 1930 dort wohnten. Am 13. Oktober 1933 wurde die neue Siedlung offiziell gegründet und nach dem gleichnamigen Epos von Friedrich Wilhelm Weber Dreizehnlinden (portugiesisch: Treze Tílias) benannt. Der Siedlungsaufbau wurde anfänglich straff genossenschaftlich organisiert Arbeitsleistungen wurden zur Hälfte in Gutscheinen ausbezahlt. Aber nach einigen Protesten teilte Thaler das Land unter den Siedlern auf. 1937 wurden zwei kleine Tochtersiedlungen mit den Namen Dollfuß und Babenberg gegründet und weitere Auswanderer kamen hinzu.
Nach dem Anschluss Österreichs an das Deutsche Reich wurde die davor österreichische Verwaltung der Siedlung dem deutschen Generalkonsulat im nahe gelegenen Joaçaba unterstellt. Nachdem 1939 Thaler bei einem Hochwasser 55-jährig ums Leben gekommen war, versuchte die NSDAP, die junge Kolonie Dreizehnlinden für sich zu vereinnahmen und in dem Gebiet eine Siedlung für Sudetendeutsche zu errichten. Doch gesetzliche Probleme, der Widerstand der Kolonie selbst und nicht zuletzt der Beginn des Zweiten Weltkriegs, in den Brasilien 1942 auf Seite der Alliierten eintrat, verhinderten derartige Pläne.
Die Regierung unter dem davor deutschfreundlichen Präsidenten Vargas änderte nun ihre Politik grundsätzlich. Die Verwendung der deutschen Sprache in der Öffentlichkeit wurde verboten. Das Land der Siedler wurde enteignet und Dreizehnlinden in Papuan umbenannt. Auch andere deutsche Einwandererdörfer in der Gegend wurden zwangsweise umbenannt. Doch aufgrund der starken Bemühungen der Bewohner und nicht zuletzt der touristischen Attraktivität Dreizehnlindens als exotisches Urlaubsziel wurden Tradition und Kultur größtenteils erhalten.
Nach Ende des Zweiten Weltkrieges kamen weitere Einwanderer aus Österreich nach Dreizehnlinden. Diese Einwanderungswellen endeten erst 1959 endgültig, als sich in Österreich die Nachkriegswirtschaft deutlich zu erholen begann und in Folge die Auslandssiedlungsgesellschaft in Innsbruck aufgelöst wurde. In diesen Jahren erhielten die Bewohner der Siedlung auch ihren im Krieg enteigneten Landbesitz zurückerstattet. 1961 wurden in Treze Tílias die restlichen Besitztitel verteilt. Es wurde am 29. April 1963 zur selbstständigen Gemeinde erklärt. Auch der ursprüngliche Name wurde wieder eingeführt, allerdings offiziell nun in der portugiesischen Version als Treze Tílias.
Bis in die 1980er Jahre fristete der Ort mit seinem Nebenweiler Dollfuß ein kärgliches Dasein, da die Straße in die nahe gelegene Stadt Joaçaba schlecht und damit der Absatz für landwirtschaftliche Produkte erschwert war. Erst mit der Anbindung ans Straßennetz und der Gründung der Molkerei Tirol im Jahr 1975 erhielt die Gemeinde einen wirtschaftlichen Aufschwung.
Ungefähr 900 km westlich von Treze Tilias gibt es eine weitere ursprünglich von Tirolern besiedelte Ortschaft, Puerto Tirol, in der Provinz Chaco, Argentinien (gegründet 1888).

## Kultur
Die tirolisch-österreichische Kultur wird weitergepflegt. Die klassische Kleidung für Männer ist eine Lederhose und für Frauen ein Dirndl. Die Einwohner von Treze Tílias feiern die gleichen Feste wie Österreicher. Die Häuser wurden nach Tiroler Art gebaut.

## Wirtschaft
Die Molkerei Tirol ist die zweitgrößte Molkerei in Brasilien, der größte Betrieb des Ortes und einer der größten der ganzen Region. 1.300.000 Liter Milch von 12.000 Bauern aus dem Umkreis von 600 km werden dort täglich verarbeitet. Die Idee zu einer Molkerei ging auf den Tiroler Volkskundeprofessor Karl Ilg zurück, der sich bereits 1966 dafür einsetzte und die agrarischen und touristischen Entwicklungsmöglichkeiten der Gemeinde in den folgenden Jahren durch entsprechende Fachgutachten verschiedener Experten aufzeigen konnte.
Das zweite Standbein der Gemeinde Treze Tílias ist der Tourismus. Jährlich Mitte Oktober feiert Treze Tílias ein Tirolerfest zur Erinnerung an die österreichischen Einwanderer. 
An die österreichische Tradition erinnern insbesondere das weit verbreitete Kunsthandwerk der Holzbildhauer sowie die Tiroler Musikkapelle Dreizehnlinden, die Schuhplattlergruppe, die Volkstanzgruppe, viele Häuser im Tiroler Baustil, die Edelweißbar, das Rathaus, die vielen Blumen an den Ortseinfahrten und im Zentrum und einige Hotels im alpenländischen Stil.

## Persönlichkeiten
- Gotfredo Thaler (1940–2012), Schnitzer

## Film
- 2023: Menschen & Mächte: Tirol unter Palmen, Regie: Rainer Mostbauer[5]